# Sgraffitohaus (Eggenburg)

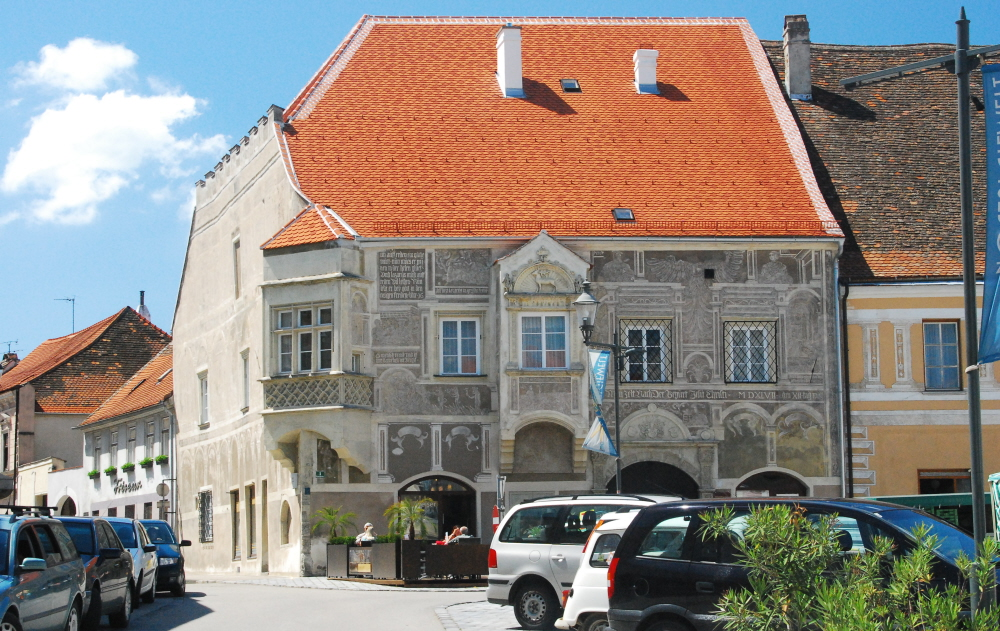
Das Gemalte Haus in Eggenburg

Das sogenannte Gemalte Haus oder Sgraffitohaus ist ein Gebäude auf dem Hauptplatz der niederösterreichischen Stadt Eggenburg. Es steht unter Denkmalschutz (Listeneintrag).

## Geschichte und Beschreibung
Laut einer Inschrift auf dem Haus wurden die Sgraffitomalereien auf dem Haus im Jahr 1547 angefertigt. Vermutungen zufolge ist das Gebäude selbst nicht wesentlich älter als die Malereien. Ein Wappen auf dem Haus deutet auf die Familie Heggemüller von Dubenweiler hin, welche aber in der Geschichte Eggenburgs nicht nachweisbar ist.
Das Sgraffitohaus wurde als einstöckiges Eckhaus auf dem Hauptplatz von Eggenburg mit einem gegen die Kremserstraße abgeschrägten Dach gebaut. An der Hausecke befindet sich ein Breiterker, dessen Stützbogen von zwei geschwungenen Konsolen getragen und von der Hauskante durchgeschnitten wird. Ein weiterer Breiterker befindet sich an der dem Hauptplatz zugewandten Seite des Hauses. Dieser wird von einem auf zwei Konsolen aufliegenden profilierten Bogen getragen.
Die gesamte Fassade des Hauses ist mit Sgraffitomalereien bedeckt. Durch spätere bauliche Änderungen wie den Einbau größerer Fenster wurden diese Malereien allerdings beschädigt oder gar zerstört.
Die Sgraffitomalereien stellen vor allem Szenen und Personen aus dem Alten Testament dar sowie Parabeln Jesu. Es finden sich aber auch Brustbilder von Kaiser Ferdinand und seiner Frau Anna von Böhmen und Ungarn sowie die Wappen von Österreich und Ungarn.